# Uromastyx aegyptia
Uromastyx aegyptia es una especie de lagarto del género Uromastyx, familia Agamidae. Fue descrita científicamente por Forskål en 1775.
Habita en Egipto, Israel, Arabia Saudita, Omán, Irak, Irán, Siria y Jordania. Esta especie es una de las más grandes, con una longitud aproximada de 76 centímetros. Se conoce localmente como dhab o ḍabb (árabe: ضب). U. aegyptia vive en áreas abiertas, planas, con grava, pedregosas y rocosas en elevaciones de hasta 1500 metros (4900 pies) sobre el nivel del mar.
Su fuerte piel era un buen cuero para los beduinos, mientras que su carne a menudo se consideraba una fuente alternativa de proteínas.

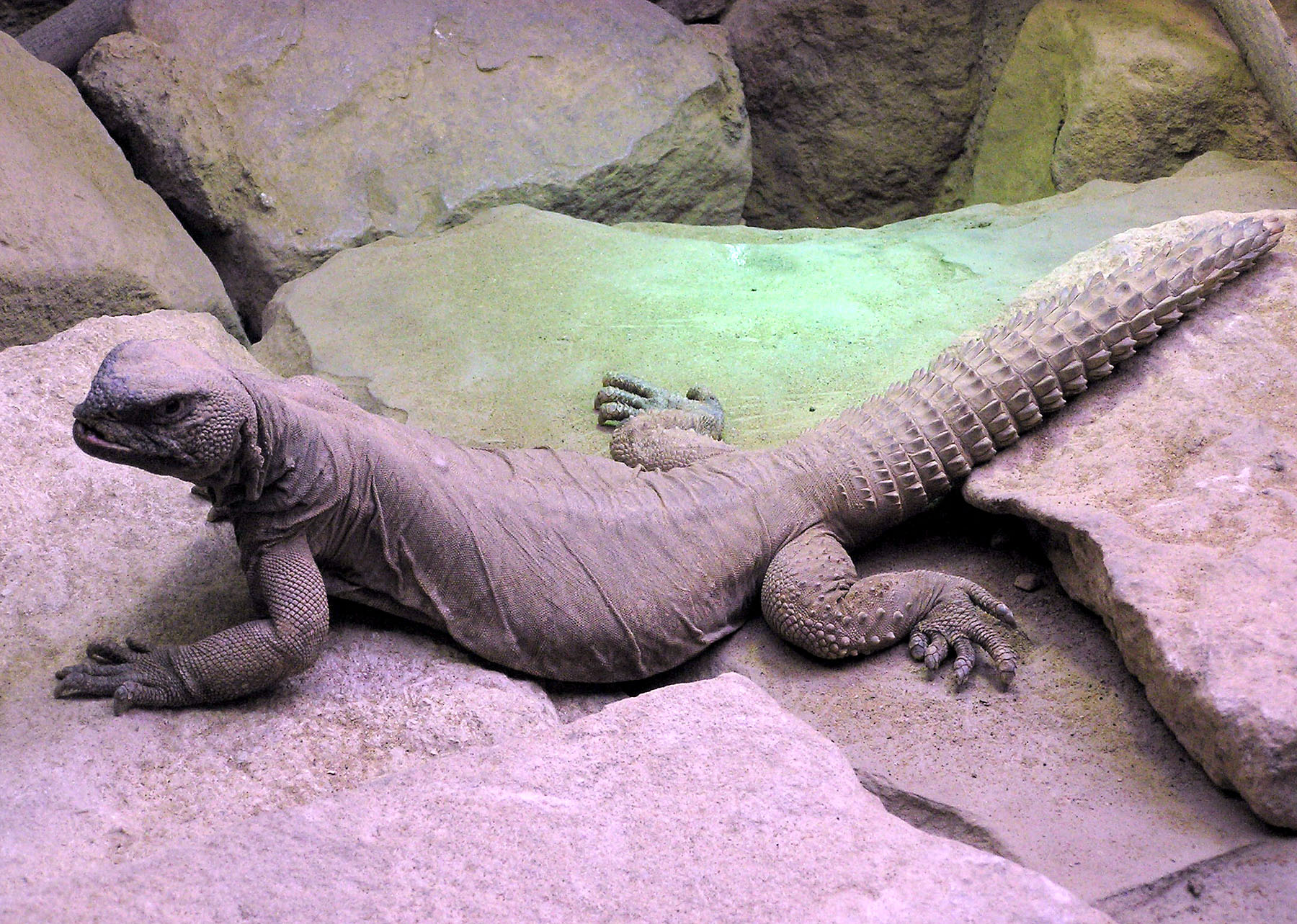
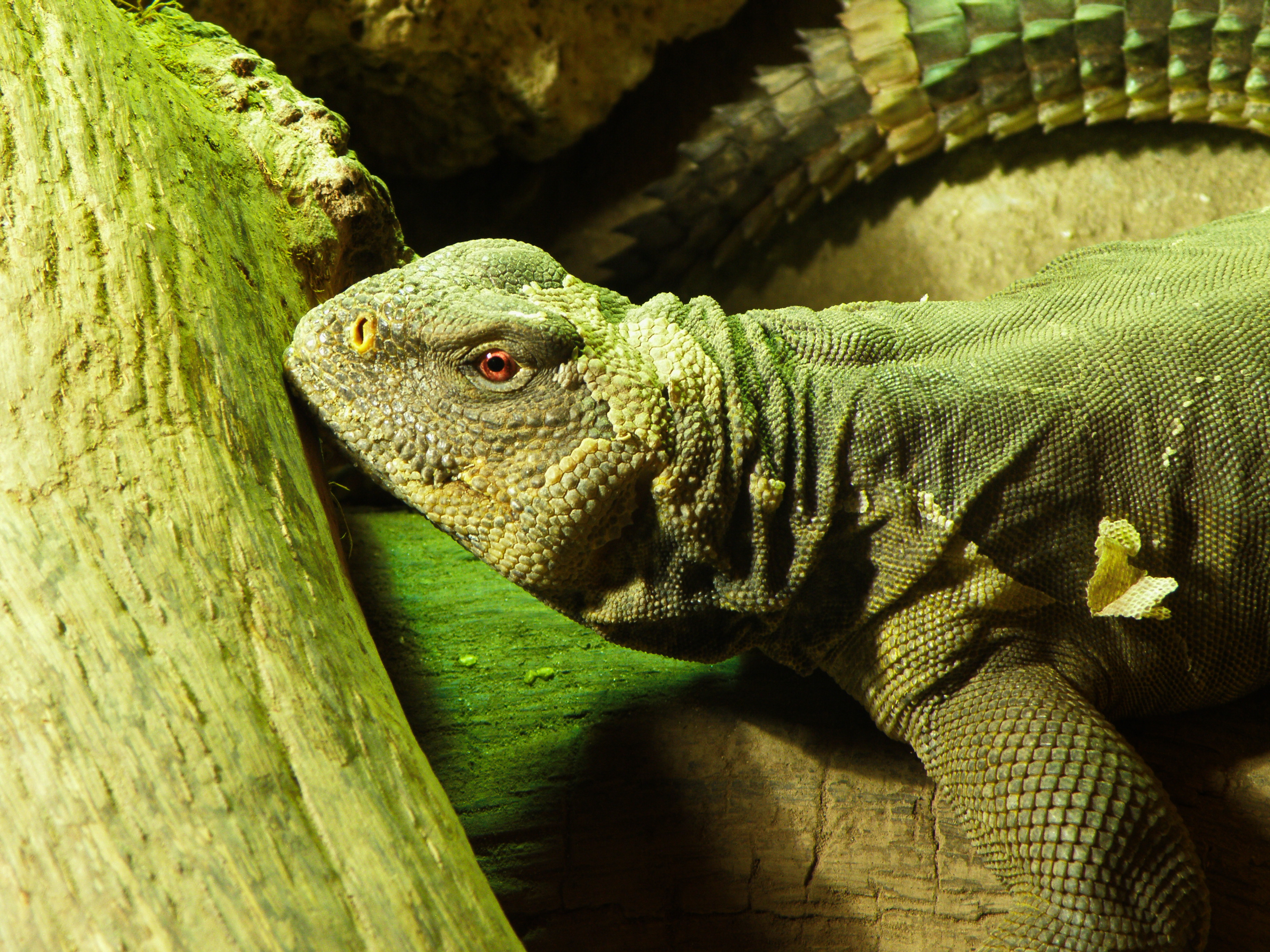
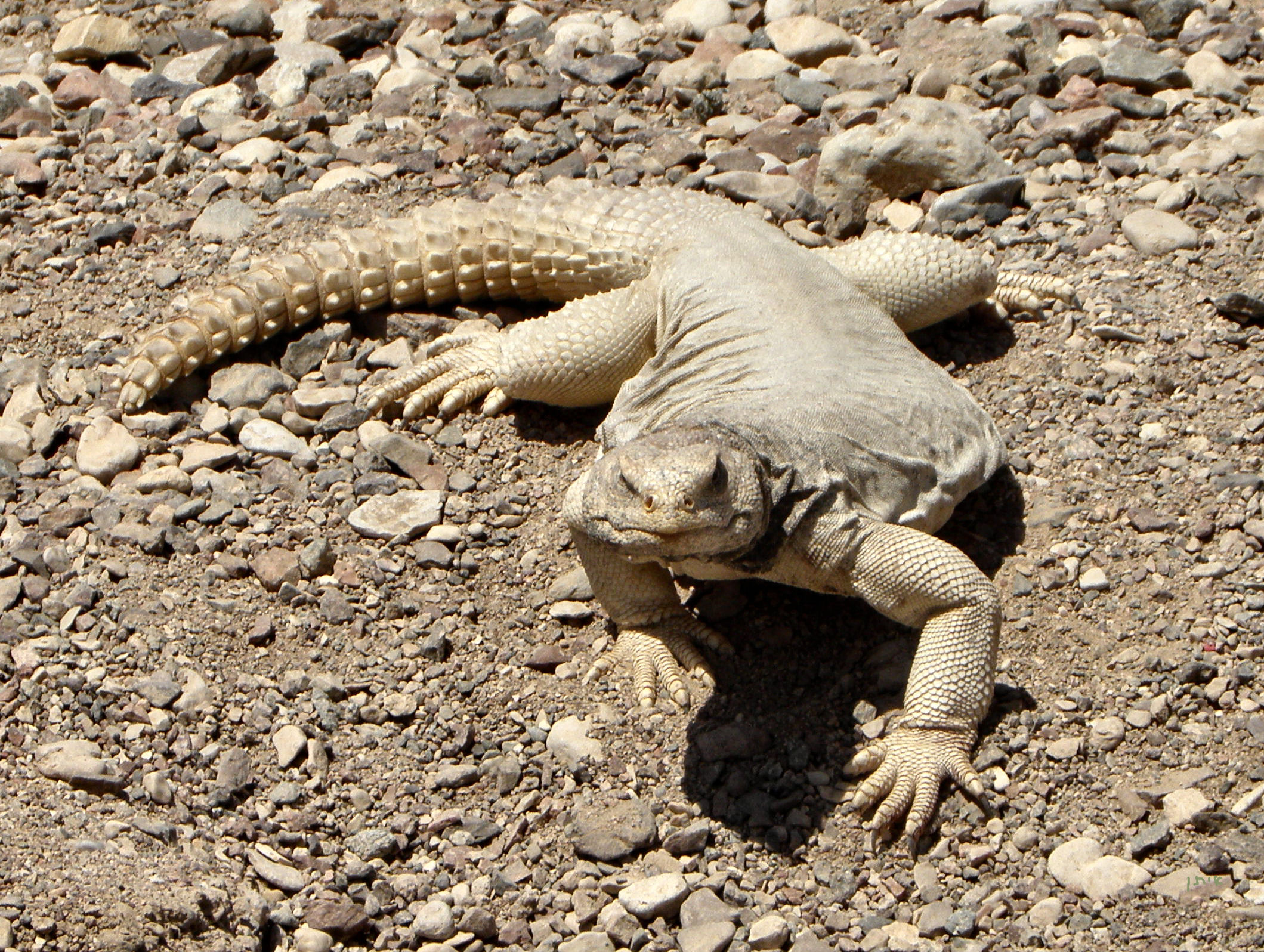
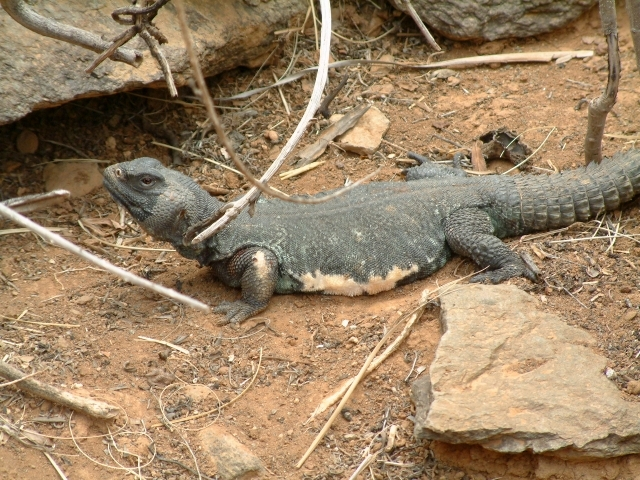